# Maikel Chang
Maikel Chang (La Habana, Cuba; 18 de abril de 1991) es un futbolista cubano, juega como volante ofensivo.

## Trayectoria
Nacido en La Habana, Chang jugó para los clubes locales Industriales y Ciudad de La Habana, después de salir de su país y unirse a Charleston Battery en 2013. Se trasladó al Real Monarchs de la USL para la temporada 2018. 
En total, el cubano suma 39 asistencias, siendo el primer jugador en alcanzar más de treinta en la época moderna de la USL. 
Adicionalmente  Chang anotó 15 goles, dos de ellos en los playoffs definitivos— y asistió en ocho oportunidades a sus compañeros.
Se coronó campeón de la USL Championship 2019, segunda liga de futbol estadounidense, con el Real Monarchs RSL.
Ahora, tras su excelente rendimiento, el nacido en La Habana ha sido fichado por el Real Salt Lake.

## Selección nacional
Hizo su debut internacional con Cuba en un partido amistoso de febrero de 2012 contra Jamaica y ha logrado un total de 3 partidos, sin anotar goles.
Abandonó los Estados Unidos en octubre de 2012, después de haber viajado a Toronto con la selección cubana para enfrentar a Canadá en un juego de clasificación para la Copa Mundial.

## Clubes
| Club                | País           | Año         |
| ------------------- | -------------- | ----------- |
| F.C. Industriales   | Cuba           | 2009 - 2010 |
| Ciudad de La Habana | Cuba           | 2010 - 2012 |
| Charleston Battery  | Estados Unidos | 2013 - 2017 |
| Real Monarchs       | Estados Unidos | 2018 - 2019 |
| Real Salt Lake      | Estados Unidos | 2020 - 2024 |